# Pescorea
Pescorea es el nombre por el que se ha denominado a la comunidad inmigrante de la península de Corea asentada en la ciudad de Pesquería, en el estado mexicano de Nuevo León, de ahí a que el término sea un acrónimo del nombre de esta localidad y de la península. Generalmente estos inmigrantes coreanos provienen de Corea del Sur.
Miles de inmigrantes coreanos que llegaron a México han establecido desde viviendas hasta comercios tanto en Pesquería como en otras ciudades neoleonesas, dándose una mayor influencia del fenómeno «Pescorea», así como un intercambio cultural entre ambos países. La población del municipio es de 147 624 habitantes, lo que representa un crecimiento del 608% respecto a 2010.

## Historia
Pesquería es una localidad ubicada en la parte central del estado de Nuevo León, en las coordenadas 25°47′ latitud norte y 100°3′ longitud oeste, a una altura media sobre el nivel del mar de 330 metros. Colinda con la llamada Zona metropolitana de Monterrey (ZMM). La localidad ha recibido atracción entre los inmigrantes surcoreanos en gran parte a importantes empresas internacionales originarias de ese país y a la calidad de vida que ofrece.
En el año 2014, las multinacionales japonesa y surcoreana Toyota y Kia Motors estaban en negociaciones con el entonces gobernador Rodrigo Medina para impulsar la industria automotriz en la entidad. No obstante, a diferencia de Toyota por falta de acuerdos, Kia Motors si abrió su planta en julio de 2015. Otra gran automotriz surcoreana instalada es Hyundai Motor Company.
Según la Secretaría de Economía, Pesquería fue el municipio que atrajo mayor inversión extranjera directa, incluso más que la Ciudad de México entre 2018 y 2020.

### Cultura
El restaurante coreano Mu Kung Hwa (무궁화), ubicado en la carretera a Santa María, es uno de los lugares frecuentes de los habitantes locales e inmigrantes coreanos.

### Personajes notables
Dentro de los personajes destacados de este fenómeno migratorio está la creadora de contenido Sujim Kim (conocida entre los hispanoamericanos como Chingu Amiga), que cuenta con miles de seguidores en plataformas como YouTube y TikTok. Ella es originaria de Corea del Sur y se mudó a la ciudad de Monterrey en 2016 para trabajar en sedes mexicanas de empresas surcoreanas como economista. Kim estudió una maestría en Relaciones Internacionales en la UANL.